# Grekland i olympiska vinterspelen 1976
Grekland deltog med fyra deltagare vid de olympiska vinterspelen 1976 i Innsbruck. Ingen av landets deltagare erövrade någon medalj.